# 堀籠佳宏
堀籠 佳宏（ほりごめ よしひろ、1981年1月2日 - ）は、日本の陸上競技選手。宮城県出身。専門は400m。現役時代は富士通所属。宮城県泉館山高等学校、日本体育大学体育学部卒業。日本体育大学専攻科を経て日本体育大学大学院修了。2005年世界陸上選手権、大阪世界選手権代表、北京オリンピック日本代表。ユメオミライ株式会社代表取締役。日本陸上競技連盟強化委員（日本代表短距離コーチ）としても、2016年リオデジャネイロオリンピック男子4×100mリレーの銀メダル獲得に貢献した。一般社団法人日本実業団陸上競技連合強化委員としても活動するなど日本陸上界の強化を担っている。日本スポーツ協会公認コーチ(陸上)や世界陸上競技連盟公認コーチの資格を保有し、東京都で陸上クラブを立ち上げた。クラブでは小中学生を中心にコーチングし、毎年のように全日本中学総体やジュニアオリンピック、日本室内陸上競技大会など全国大会で優勝者を輩出。指導者としても活躍している。

## 来歴
中学時代は100m中心の選手だった（全日中の出場経験なし）。
泉館山高校時代に200m中心の選手になり、1998年のインターハイでは200mランキング1位で出場し200mと400mで準決勝まで進出、秋の国体では少年A400mで5位入賞を果たした。
日本体育大学進学当初は200mにこだわりを持っていたが、同世代の末續慎吾と一緒に練習した時にレベルの差を感じ、以降は400mを本格的に取り組むようになった。
2003年、テグユニバーシアード日本代表に選出され、4×400mリレーに出場。4位入賞を果たした。
2005年、南部忠平記念陸上で2位に入り、ヘルシンキ世界選手権代表に滑り込みで選出され、4×400mリレーに出場。しかし、第二走者の成迫健児が、金丸祐三からのバトンパスの際、規定のラインを守っていなかったとして失格となった。この年、300mで32秒82の日本最高記録を樹立した。
ヘルシンキ後のイズミールユニバーシアードでは4×400mリレーに出場。日本学生記録を更新し、銀メダルを獲得した。
11月の東アジア大会では400mで46秒44の好タイムをマークし金メダルを獲得した。4×400mリレーでも優勝し、二冠に輝いた。
2006年、ドーハアジア大会日本代表に選出され、4×400mリレーに出場。一走を務め、4位入賞した。この年のスーパー陸上男子400mでは、金丸祐三ほか海外の強豪選手を破り45秒77の好記録で優勝し、世界選手権参加標準記録を突破した。また、日本グランプリ南部記念陸上でも優勝した。
2007年、大阪世界選手権代表を狙って日本選手権400mに出場するも5位に終わり、大会終了後の世界選手権代表決定は逃した。しかし、世界選手権の最終選考のかかった南部忠平記念陸上で優勝し、世界選手権代表に選出された。
2008年、南部忠平記念陸上で優勝し、北京オリンピック日本代表に選出された。北京オリンピックでは4×400mの３走として出場し、日本人選手の中で最速ラップで走った。
2009年、全日本学生選手権女子100mで優勝経験のある成瀬美紀と結婚した。
2006年から2009年にかけて東日本実業団、全日本実業団ともに400mで4連覇をしている。2006年の全日本実業団400mでは45秒88の大会記録で優勝した。
2012年、東日本実業団を好タイムで優勝するなど活躍をみせたが、オリンピック選考会であった日本選手権で惜しくも決勝進出を逃し現役を引退。

## 主要大会成績
| 年   | 大会             | 場所       | 種目    | 結果            | 記録              | 備考                 |
| ---- | ---------------- | ---------- | ------- | --------------- | ----------------- | -------------------- |
| 2003 | ユニバーシアード | 大邱       | 400m    | 2次予選         | 47秒63            |                      |
| 2003 | ユニバーシアード | 大邱       | 4x400mR | 4位             | 3分05秒97 （1走） |                      |
| 2005 | 世界選手権       | ヘルシンキ | 4x400mR | 予選            | DQ （3走）        |                      |
| 2005 | ユニバーシアード | イズミル   | 4x400mR | 2位             | 3分03秒20 （2走） | 日本学生記録（混成） |
| 2005 | 東アジア競技大会 | マカオ     | 400m    | 優勝            | 46秒44            |                      |
| 2005 | 東アジア競技大会 | マカオ     | 4x400mR | 優勝            | 3分07秒70 （4走） |                      |
| 2006 | アジア競技大会   | ドーハ     | 4x400mR | 4位             | 3分07秒07 （1走） |                      |
| 2007 | 世界選手権       | 大阪       | 4x400mR | 未出場 （補欠） | 未出場 （補欠）   |                      |
| 2008 | オリンピック     | 北京       | 4x400mR | 予選            | 3分04秒18 （3走） | 2組6着（全体14位）   |
| 2009 | 東アジア競技大会 | 香港       | 4x400mR | 優勝            | 3分07秒08 （4走） |                      |

## 著書
- 『小・中学生のための運動会で1位になる 速くなる走り方教室』（カンゼン、2018/3、ISBN 978-4862554529）